# رينو ميجان
رينو ميغان (بالفرنسية:Renault Mégane) هي سيارة فرنسية الصنع من إنتاج مجموعة رينو.

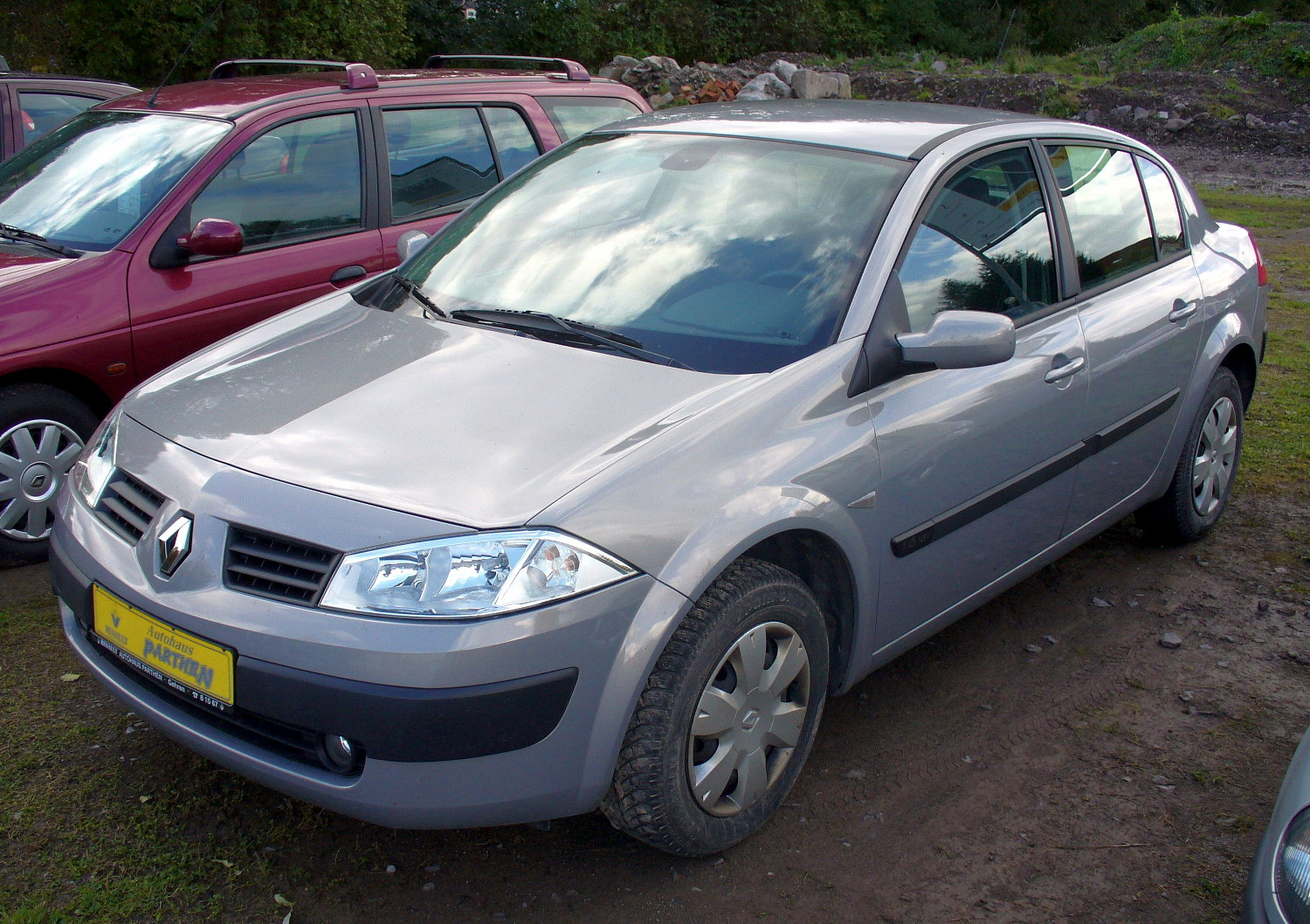
السيارة رينو ميجان سيدان

تندرج ميجان الجديدة ضمن سيارات السيدان ذات الطابع الرياضي، تتمتع ميجان بخطوط انسيابية أنيقة إلى جانب بعض الأطراف الحادة كالمصابيح الأمامية والخلفية، وتعكس ميجان لمسة عصرية تترجم تراث رينو العريق ومتطلبات العصر الحديث، يبلغ ارتفاع السيارة 1460 ملم وهذا الارتفاع مصاحب لرحابة المساحة تمنح السيارة هيئة وجاذبية السيارات في الفئة الأعلى وهو مالم ينجح أحد في تحقيقه في هذه الفئة من قبل، تتمتع السيارة بأبعاد تؤهلها لأن تكون من أكبر السيارات حجما في فئتها حيث يبلغ طولها 4498 ملم، وعرضها 1776 ملم، ووزنها 1400 كغ؛ وطول قاعدة العجلات 2686 ملم، وهذه المساحة توفر للركاب الاماميين والخلفيين راحة في الجلوس والاسترخاء، وخاصة أن الركاب الخلفيين يحصلون على مساحة لمنطقة الركبة تبلغ 230 ملم، ويبلغ طول كابينة الركاب الكلي 1760 ملم، واهتمت رينو أن يكون طول الأبواب الخلفي ة أكثر من السابق ليتمكن الركاب الخلفيين من انتظاء السيارة بكل سهولة، كما تصل سعة صندوق الأمتعة إلى 520 لتر.

## الجيل الأول (1995 - 2002)
بدأ تطوير X64 في بداية عام 1990، حيث تم رسم الرسوم التخطيطية الأولى لبرنامج X64 خلال الأشهر الستة الأولى من عام 1990. وبسرعة كبيرة، تم تحديد العديد من الموضوعات وتطويرها إلى أربعة نماذج صغيرة الحجم (1/5) بحلول سبتمبر 1990 .
تم تطوير التصاميم التي تم الاحتفاظ بها حول أربعة مواضيع. الموضوع أ: إصدار ستة ضوء، يستحضر Laguna ؛ الموضوع ب: نموذج بخط مسماري واضح؛ السمة ج: تصميم آخر بزجاج بيضاوي الشكل وشق خلفي؛ الموضوع د: نموذج بنفس الزجاج البيضاوي والخلف المستدير.
في مارس 1991، تم تطوير جميع مقترحات التصميم الأربعة إلى مقياس كامل (1: 1). تم اختيار الموضوع C بواسطة Michel Jardin من قبل Le Quement وتم تجميده للإنتاج في أبريل 1992. تم بناء النماذج الأولية وتقديمها إلى الإدارة في ديسمبر 1992. تم بناء حوالي 432 نموذجًا أوليًا (في مجمع رويل) وتم تدميرها أثناء التطوير.
في يونيو 1993، اشترت رينو أدوات الإنتاج لـ X64 ، مع تجميع أول وحدة اختبار في مصنع دواي في أكتوبر 1994، ووحدات ما قبل الإنتاج قيد الإنشاء من ديسمبر 1994 إلى منتصف عام 1995.
تم الكشف عن Mégane I في سبتمبر 1995، في معرض فرانكفورت للسيارات، كبديل لسيارة Renault 19 . كانت السيارة في الأساس عبارة عن إعادة تصميم لسابقتها، وتم نقلها على طراز 19 من الأرضية والمحركات وناقلات الحركة وتصميم الهيكل، وإن كان ذلك مع الكثير من التعديلات.
أخذ اسمها من سيارة رينو مفهوم هو مبين في عام 1988، وميجان تطويرها موضوع التصميم الشركات الجديد الذي عرضته باتريك لي كيمنت على لاغونا، وأبرزها «منقار الطيور» الشبك الأمامي - جديلة التصميم اقترضت من رينو 16 لل الستينيات.
كما هو الحال مع 19 و 11 قبلها، تم إنتاج Mégane في مصنع دواي التابع لشركة Renault في شمال فرنسا بدءًا من يوليو 1995، وفي مصنع Palencia الأسباني. بدأ إطلاق السوق في 15 نوفمبر 1995 في فرنسا، و 15 ديسمبر 1995 لسيارة الكوبيه. بدأت المبيعات في المملكة المتحدة في أبريل 1996.
كانت السلامة محور التركيز الرئيسي لسيارة Mégane I ، أول سيارة رينو تعكس تركيزها الجديد في البيع على السلامة.
لقد تميزت بحزام أمان ثلاثي النقاط مُثبَّت على أعمدة للراكب الخلفي الأوسط (استبدال «حزام اللفة» الشائع)، وشدادات الحزام الأمامي القياسي ومحددات الحمولة، والوسادة الهوائية للسائق (الوسادة الهوائية للراكب من عام 1996) وهيكل الأمان - وهو أحد المواصفات التي تفوقت على معظم المنافسين في عام 1995. ظهرت بعض الميزات، مثل الحزام الأوسط ذي النقاط الثلاث، لأول مرة في سيارة رينو 19 ذات مفهوم السلامة (وقد دخلت هذه الميزة الإنتاج في رينو لاجونا قبل ميغان).
كما استفادت السيارة من أول «نظام ضبط النفس والحماية» (SRP) من رينو، وهو في الأساس نظام للتحسين الدقيق لتقييد الركاب من خلال التفاعل بين المقعد وحزام الأمان والشدادات ومحدد الحمولة والوسادة الهوائية. حققت Mégane I أفضل تصنيف في اختبارات التصادم من فئة الأربع نجوم في جولة عام 1998 من الاختبارات التي أجراها Euro NCAP .
شهد نوفمبر 1996 تقديم Mégane Scénic Comp
جاءت القوة من محرك رينو من النوع («الطاقة») بسعة 1.4 لتر و 1.6 لتر، ووحدة من النوع F في كل من شكلي الديزل 1.9 لتر والبنزين 2.0 لتر، على الرغم من وجود مجموعة متنوعة هذه المرة من 16 مشتقًا للصمام. يتوفر أيضًا محرك ديزل سعة 1.9 لتر بأشكال السحب العادي والشاحن التوربيني.
أنتجت رينو أيضًا عددًا محدودًا من إصدار Renaultsport المرحلة 1 مع هيكل السيارة Renaultsport ؛ ومع ذلك، كانت هذه نادرة للغاية. كانت مجموعة Renaultsport متاحة للشراء لفترة قصيرة مباشرة من Renault France ، ولكن تم إيقافها الآن، وبالتالي زادت قيمتها.
كان الإصدار العقاري من Mégane الأصلي متاحًا فقط في شكل LHD ، مع عدم إنشاء متغيرات RHD ، وقد يكون هذا بسبب زيادة شعبية المناظر الطبيعية الخلابة في تلك الأسواق. تمت إضافته مع شد الوجه لعام 1999.
في اليابان، تم ترخيص رينو سابقًا من قبل شركة Yanase المحدودة، ولكن في عام 1999 استحوذت رينو على حصة في شركة نيسان اليابانية لصناعة السيارات. نتيجة لشراء رينو، ألغى Yanase عقد الترخيص الخاص به لجميع طرازات رينو المباعة في اليابان، بما في ذلك، على سبيل المثال لا الحصر، Mégane I ، في عام 2000، وتولت Nissan منصب المرخص الوحيد لسيارات Renault.

### أمريكا الجنوبية
في بلدان، مثل الأرجنتين وكولومبيا، كانت Mégane I متوفرة حتى عام 2010، وتم بيعها كسيارة سيدان وعقار، ولكن في فنزويلا، كانت متوفرة فقط كسيارة سيدان. تتميز بأنها السطر العلوي من طراز محرك LA04 (16 صمامًا، 1.6 لتر و 110 حصان)، وتم إنتاجها بواسطة كل من رينو كولومبيا ورينو الأرجنتين، حيث كانت واحدة من أفضل السيارات مبيعًا حتى الآن.
إنها سيارة ذات ميزات أمان أكثر تقدمًا ومعدات مطورة والمزيد. كان سعر Mégane I أقل من Mégane II.
في فنزويلا، كانت متوفرة فقط في إصدار واحد: فريد، مع علبة تروس يدوية بخمس سرعات أو أوتوماتيكية بأربع سرعات. تم تجهيز كلاهما بنظام ABS ومعدات إضافية أخرى بما في ذلك وسائد هوائية للسائق والراكب الأمامي ومصابيح ضباب ومقاعد جلدية ومرايا كهربائية ونوافذ كهربائية. في الأرجنتين، لا تحتوي كل نسخة على ميزات مثل النوافذ الكهربائية أو المرايا الكهربائية أو الوسائد الهوائية.

### ماكسي ميجان
خلال التسعينيات، طورت رينو سبورت سيارة سباق للوائح Formula 2 Kit Car . كانت هذه هي سيارة Clio Williams Maxi ، التي كانت أول سيارة تم تطويرها بالفعل لفئة F2 Kit Car ، وظهرت لأول مرة في عام 1996. ومع ذلك، سرعان ما قدم المنافسون مثل Citroën و Peugeot سيارات أكبر وأكثر قوة، مما أدى إلى إنتاج Renault للسيارة F2 نسخة من Mégane في عام 1996. مثل Maxi Mégane العلامة التجارية رسميًا في راليات البطولة الفرنسية في عامي 1996 و 1997 مع سائقين مثل فيليب بوجالسكي، وجان راجنوتي أو سيرج جوردان، وبطولة الرالي البريطانية من عام 1996 إلى عام 1999،Grégoire De Mévius و Alain Oreille و Robbie Head و Martin Rowe و Tapio Laukkanen . يتنافس كل من فرق الرالي الفرنسية والبريطانية أيضًا في بطولة العالم للراليات.
بعد توقف برنامج العمل، استمر العديد من القراصنة في استخدام السيارة. كما تم استخدامه في كأس العالم للراليات FIA سعة 2 لتر، والتي فازت بها رينو في عام 1999. استخدمت السيارة نسخة خاصة من محرك رينو F7R ، وكان لها ناقل حركة يدوي سبع سرعات.
وكان في معظم نتيجة ملحوظة فوزا تاما في 1996 تور دي كورس في أيدي فيليبب بوغالسكي وشريكه السائق جان بول Chiaroni (في السنة حيث كان تور دي كورس في كأس الاتحاد الدولي للسيارات 2 ليتر العالم للراليات الحدث فقط)؛ لكنها ساعدت رينو أيضًا في الفوز بلقب كأس العالم للراليات 2 لتر من الاتحاد الدولي للسيارات في عام 1999.
في مسابقات أخرى عالية المستوى، استعادت رينو ألقاب المصنّعين والسائقين في بطولة الرالي البريطانية في 1998 و 1999، بينما فازوا أيضًا ببطولة الرالي الأوروبية في عام 1999 .

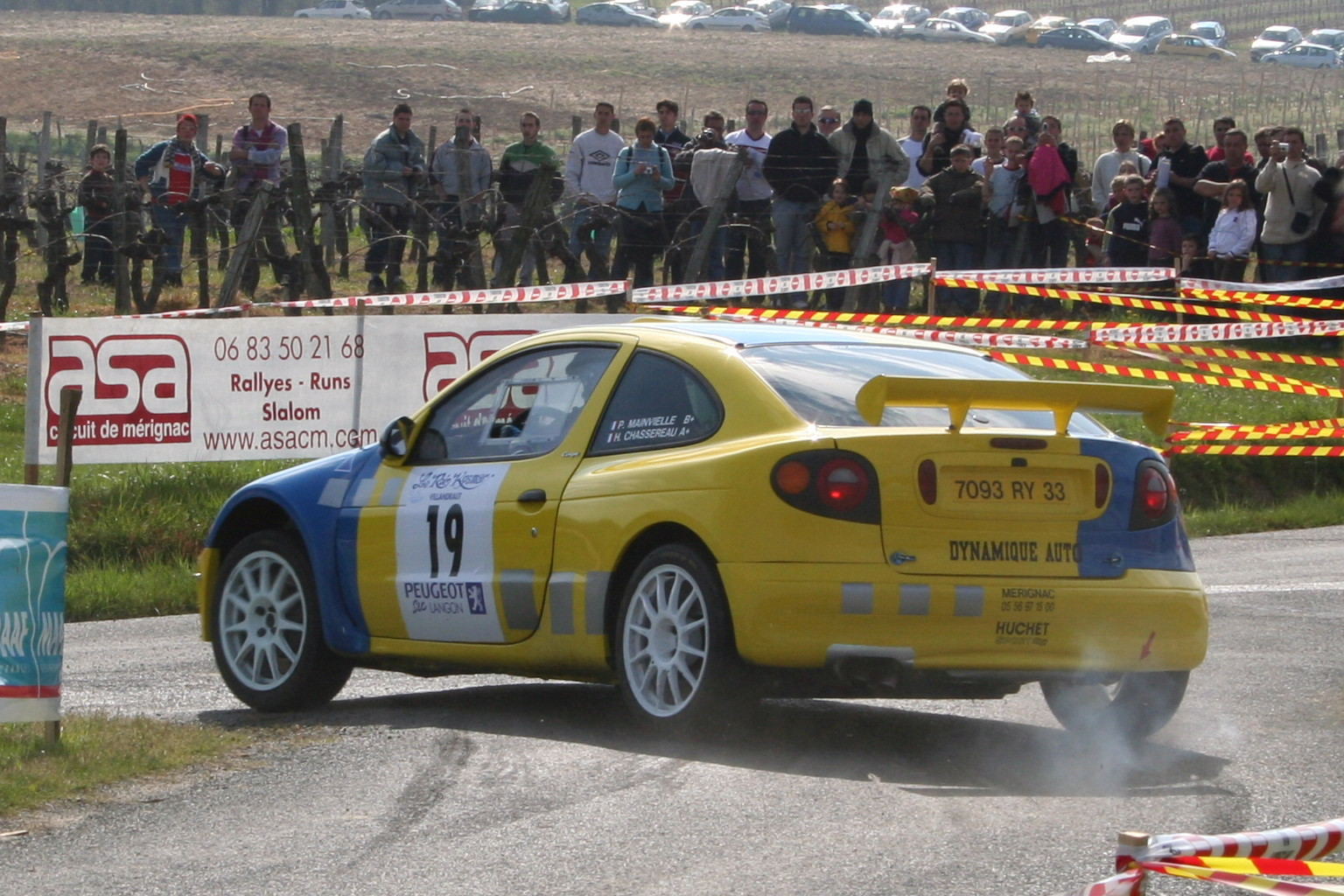
تم إدخال Maxi Mégane بشكل خاص في Rallye des Côtes de Garonne عام 2006 ، بقيادة بيير ماينفيل.

## المميزات
زودت السيارة  بكارت رينو بدلا من المفتاح مع تحكم مركزي في فتح وغلق الأبواب وصندوق الأمتعة ورفع الزجاج عن بعد..

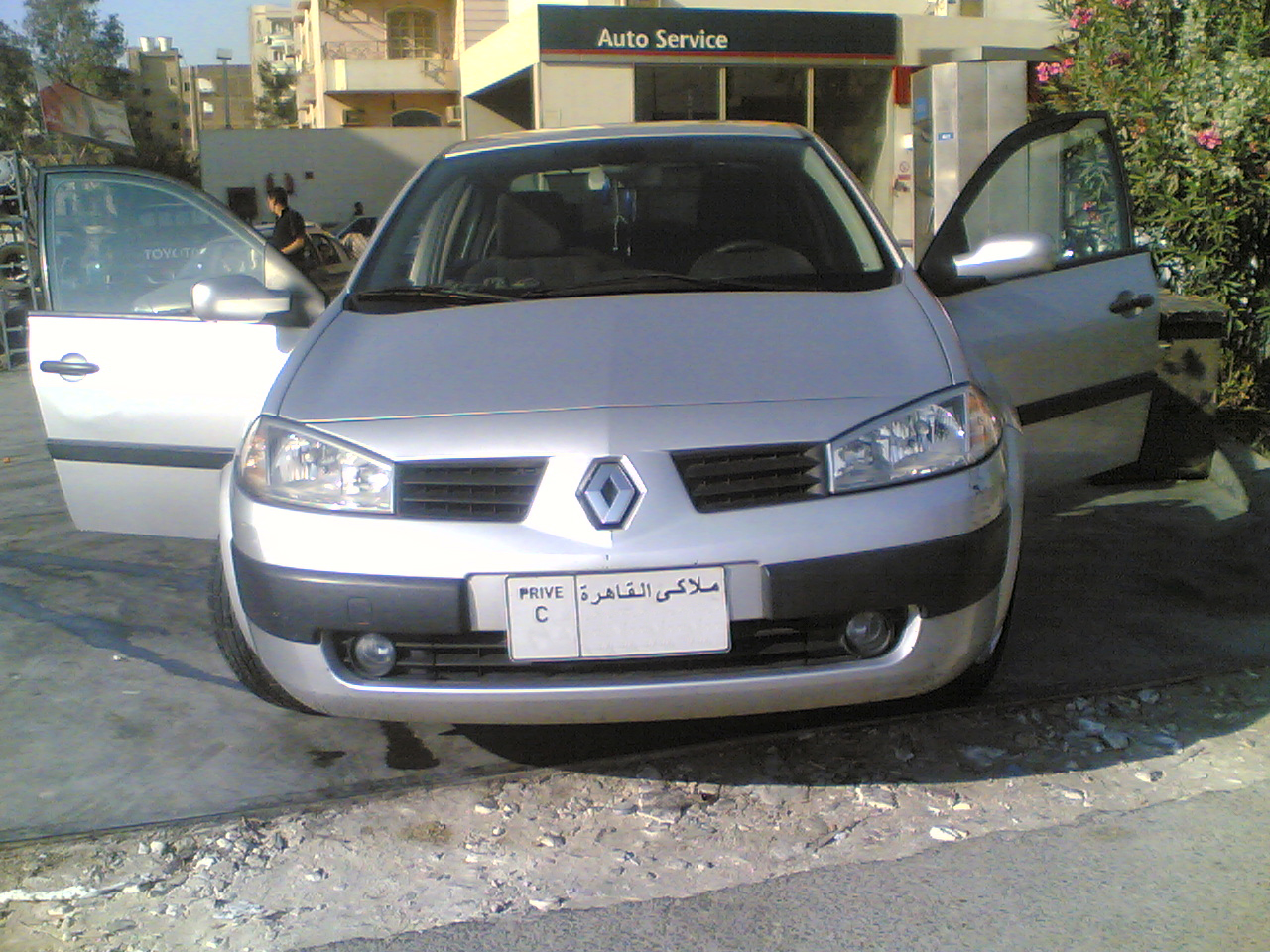
واجهة الرينو ميجان

## المحرك
زودت السيارة ميجان بنوعين من المحركات الفعاله وفائقة الأداء كما أنهما يوفران في استهلاك الوقود، ليتجاوب مع متطلبات الأسرة والشباب، لذا يمكن اعتبار محركها من أفضل المحركات في العالم، يتضمن المحرك 4 أسطوانات و 16 صمام، وتبلغ سعته اللترية 1600 سي سي و 2000 سي سي على التوالي، مما يساعده على توليد قوة فائقة 160 حصان، مع عزم 170 متر / كجم و 6800 دورة / دقيقة أو 175 حصان لسعة 2000 ، كما تم دعم السيارة بنظام حقن الوقود متعدد النقاط  ويلتحق بالمحرك ناقل حركة من ابتكار شركة رينو، ويتوفر للسيارة نوعين لنقل الحركة: الأول يدوي من 5 سرعات، والثاني أوتوماتيكي من 4 سرعات مزود بتقنية PROACTIVE لنقل السرعات بسهول دون التأثير على عمل المحرك.
كما يمكن تحويل القيادة من أوتوماتيك إلى يدوي بسهولة بتحريك عصا الفتيس حركة صغيرة إلى اليسار، ثم دفع الفتيس إلى الأمام أو الخلف حسب النقلة.

## التوجيه والتعليق
تتمتع السيارة بنمط توجيه آلي المؤازرة وهو مقود ذكي يعمل كهربائيا بطرق متنوعة حسب سرعة السيارة ليوفر تحمكا مثاليا لمختلف السرعات ودقة عالية في التوجيه، حيث يتكيف مع سرعة السيارة ليوفر ثقلا أكبر على السرعات العالية مما يمنح السيارة ثباتا كاملا، ويزداد مرونة على السرعات المنخفضة نسبيا لتسهيل القيادة والمناورة داخل المدن وهو نظام حديث لم يسبق استخدامه في هذه الفئة من قبل، كما تم دعم السيارة بنظام تعليق ماكفرسون يوفر الراحة والثبات ويتناسب مع متطلبات الخدمة الشاقة وطبيعة الطرق المتغيرة لذلك استخدمت كسيارة لرجال الشرطة في كثير من الدول، وتم تزويد السيارة العديد من أنظمة التحكم والكبح المبتكرة من ضمنها نظام الفرامل المضادة للغلق ABSوالمكابح الرباعية فائقة الأمان ومكابح الطوارئ.

## الأداء
يحقق طراز ميجان الجديد سرعة قصوى قدرها 250 كم / ساعة إلى جانب زمن تسارع قياسي حيث تنطلق السيارة من الثبات إلى سرعة 100 كم / ساعة خلال 9 ثواني فقط، وبالنسبة لاستهلاك الوقود فيبلغ متوسطه 6.8 لتر / مائة كيلو متر، أما بالنسبة لإنبعاثات ثاني أكسيد الكربون فهي منخفضة جدا وتبلغ 163 جرام / كيلو متر.

## الأمان
حصلت على تقدير 5 نجوم من حيث الأمان حيث تتمتع ميجان بباقة متنوعة من تجهيزات الامان من ضمنها أنظمة التوجيه والتحكم المبتكرة، تتمتع ميجان بهيكل خارجي صلب محكم الصنع يتضمن نقاط التواء تمتص قوة الصدمات في حالة الحوادث لضمان أعلى قدر من السلامة للركاب، كما تحتوي السيارة على العديد من أنظمة حماية الركاب من ضمنها الجيل الثالث من أنظمة رينو للحماية والامان SRP3 التي تضمن تحويل الكابينة إلى بيت إسمنتي لحماية الركاب

## التجهيزات
تتمتع ميجان الجديدة بمستويين من التجهيزات/
الأول: تجهيز الراحة الذي يوفر العديد من التجهيزات المريحة.
الثاني: تجهيز الراحة مع التجهيز الرياضي التي توفر الجنوط الرياضية المعدنية وعجلة القيادة المصنوعة من الجلد الطبيعي وكذلك مقابض ناقل الحركة وفرامل اليد.

## معرض صور

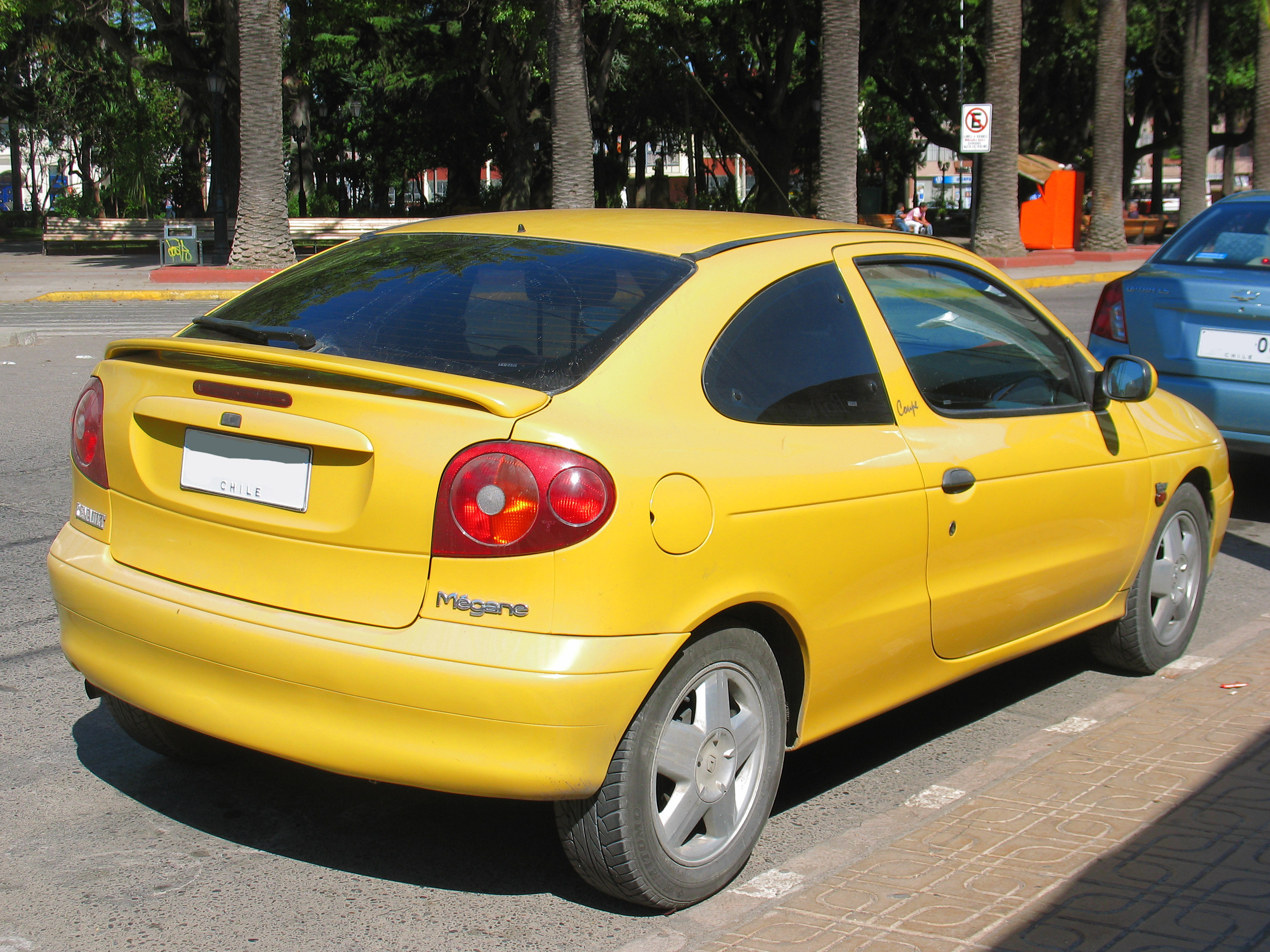
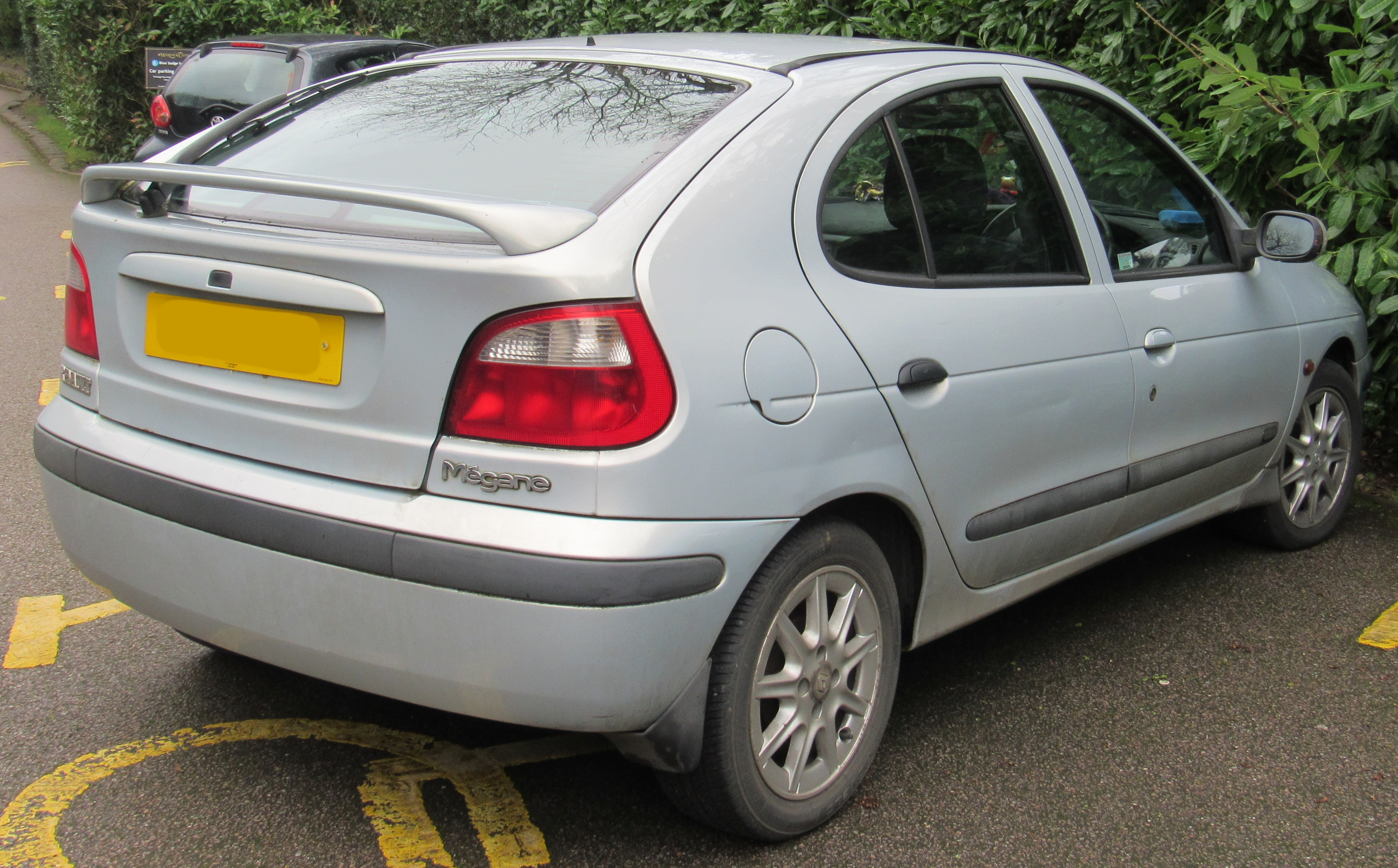
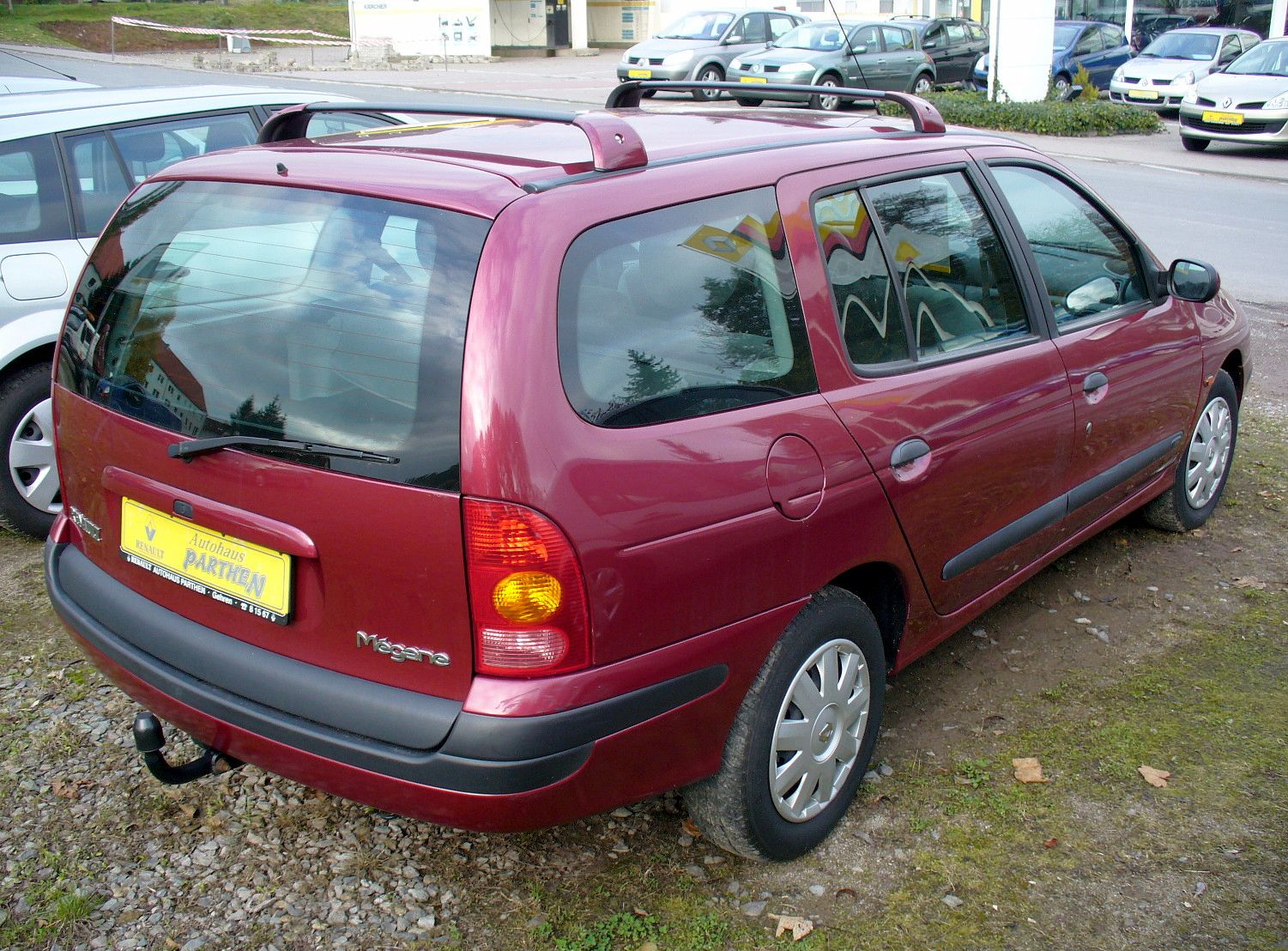
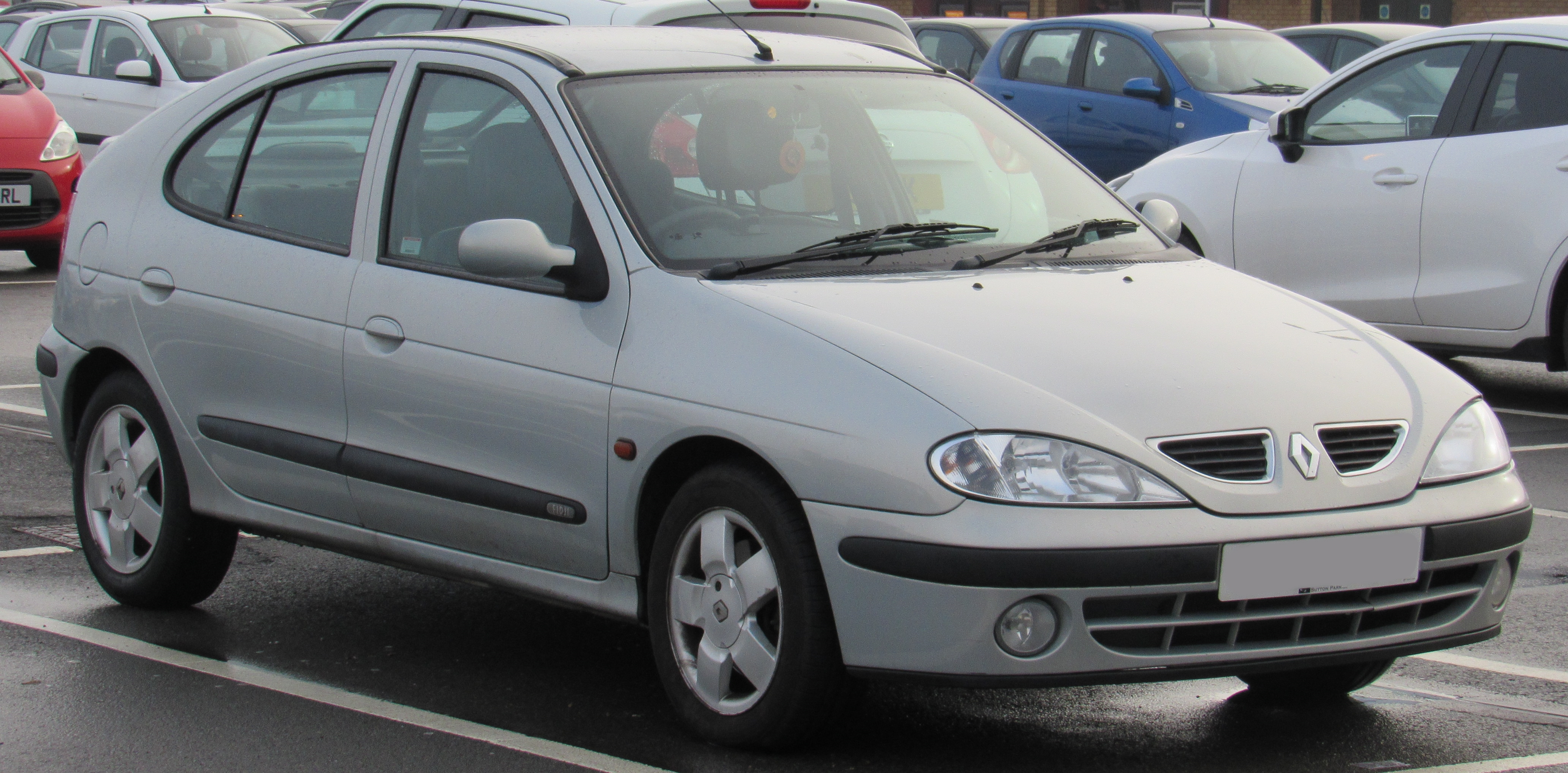
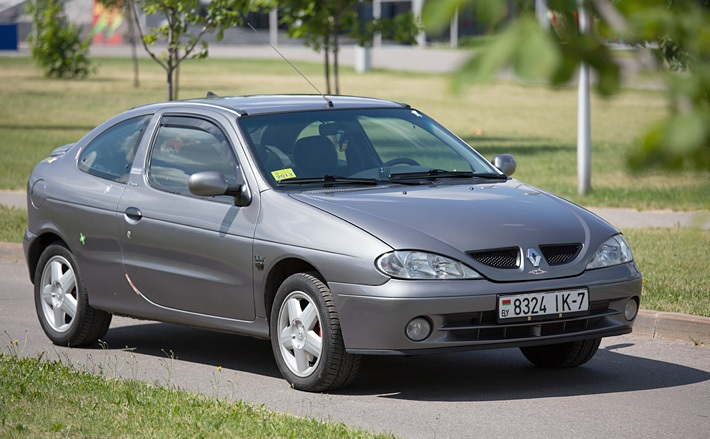
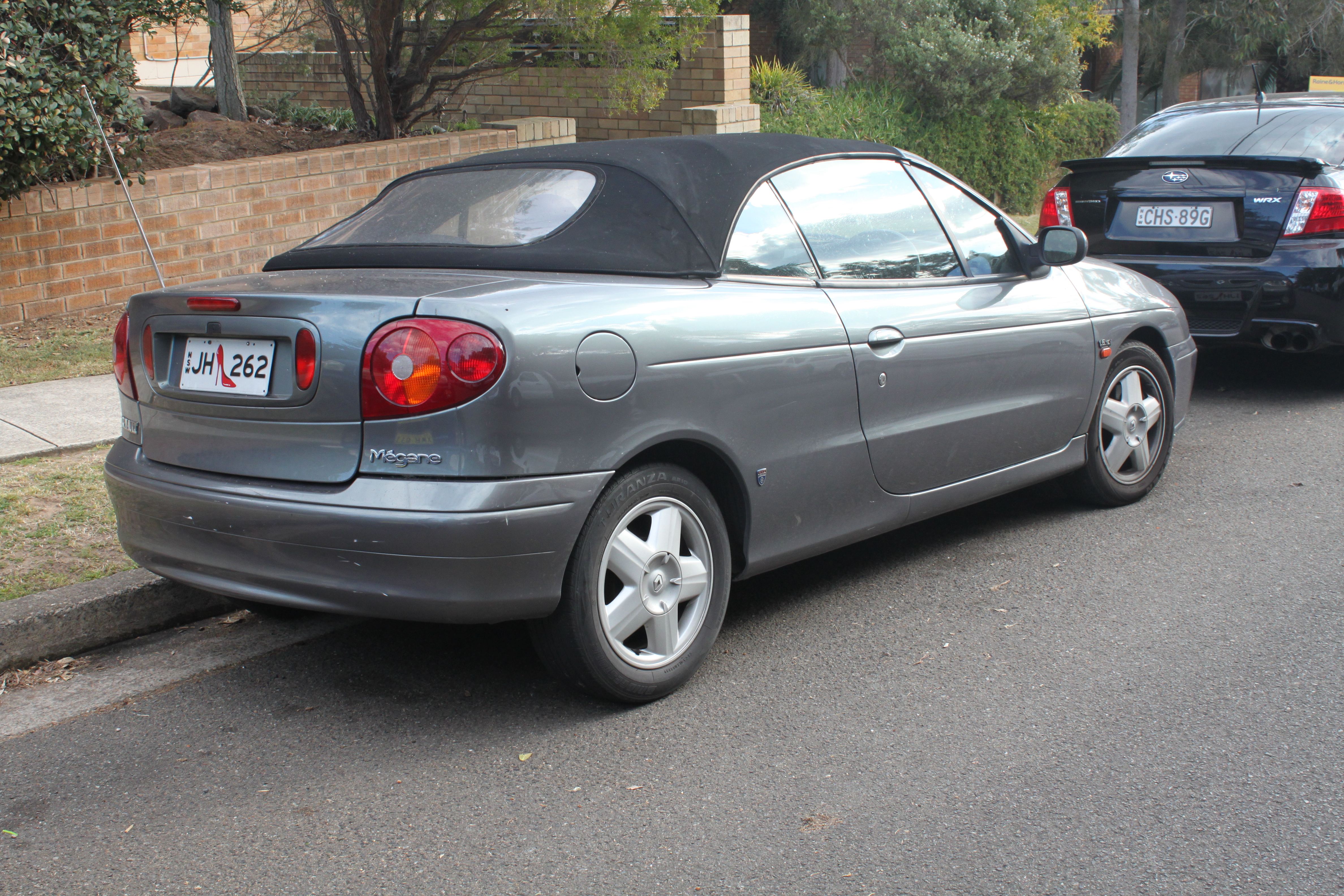